# Wood County (Ohio)
Wood County ist ein County im Bundesstaat Ohio der Vereinigten Staaten. Bei der Volkszählung im Jahr 2000 hatte das County 121.065 Einwohner und eine Bevölkerungsdichte von 76 Einwohnern pro Quadratkilometer. Der Verwaltungssitz (County Seat) ist Bowling Green.

## Geographie
Das County liegt im Nordwesten von Ohio, ist im Nordosten etwa 15 km vom Eriesee, dem südlichsten der 5 Großen Seen, entfernt und hat eine Fläche von 1607 Quadratkilometern, wovon acht Quadratkilometer Wasserfläche sind. Es grenzt im Uhrzeigersinn an folgende Countys: Lucas County, Ottawa County, Sandusky County, Seneca County, Hancock County, Putnam County und Henry County.

## Geschichte

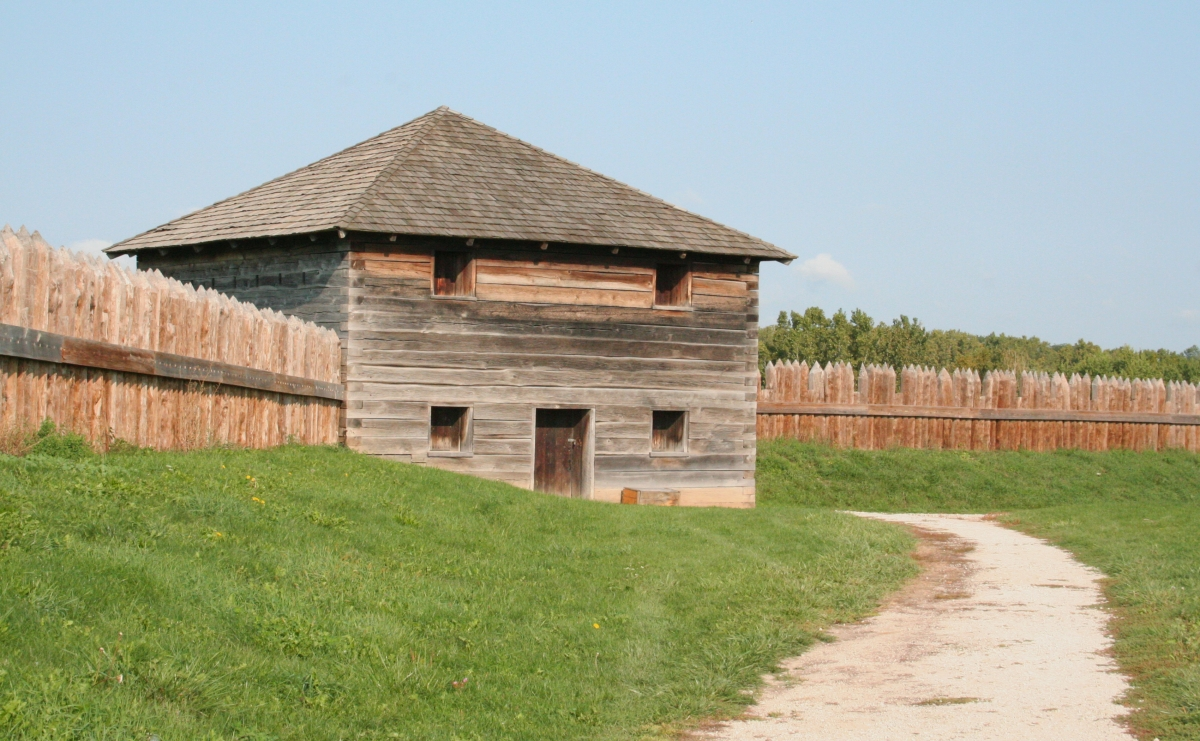
Fort Meigs (2009)

Wood County wurde am 12. Februar 1820 aus Teilen des Logan County gebildet. Benannt wurde es nach Eleazer D. Wood, einem Absolventen der Militärakademie in West Point und Offizier der US-Armee im Britisch-Amerikanischen Krieg von 1812–1814. Er war als Armeeingenieur für die Planung von Fort Meigs zuständig. Auf einem Felsen über dem Maumee River auf dem Gebiet des heutigen Perrysburg gelegen, konnte sich das Fort in den Kämpfen mit den Briten behaupten. Das Fort gab den Siedlern, die wegen des Krieges aus dieser Gegend geflüchtet waren, Schutz und führte zu einer raschen Weiterentwicklung des Countys.
Im County liegen eine National Historic Landmark, das Fort Meigs. 31 Bauwerke und Stätten des Countys sind im National Register of Historic Places eingetragen (Stand 19. Mai 2018).

## Demografische Daten

Alterspyramide des Wood County

Nach der Volkszählung im Jahr 2000 lebten im Wood County 121.065 Menschen. Davon wohnten 7.781 Personen in Sammelunterkünften, die anderen Einwohner lebten in 45.172 Haushalten und 29.678 Familien. Die Bevölkerungsdichte betrug 76 Einwohner pro Quadratkilometer. Ethnisch betrachtet setzte sich die Bevölkerung zusammen aus 94,83 Prozent Weißen, 1,27 Prozent Afroamerikanern, 0,23 Prozent amerikanischen Ureinwohnern, 1,03 Prozent Asiaten, 0,01 Prozent Bewohnern aus dem pazifischen Inselraum und 1,45 Prozent aus anderen ethnischen Gruppen; 1,18 Prozent stammten von zwei oder mehr Ethnien ab. 3,33 Prozent der Bevölkerung waren spanischer oder lateinamerikanischer Abstammung.
Von den 45.172 Haushalten hatten 32,0 Prozent Kinder und Jugendliche unter 18 Jahre, die bei ihnen lebten. 53,9 Prozent waren verheiratete, zusammenlebende Paare, 8,5 Prozent waren allein erziehende Mütter, 34,3 Prozent waren keine Familien; 25,8 Prozent waren Singlehaushalte und in 9,1 Prozent lebten Menschen im Alter von 65 Jahren oder darüber. Die Durchschnittshaushaltsgröße betrug 2,51 und die durchschnittliche Familiengröße lag bei 3,04 Personen.
Auf das gesamte County bezogen setzte sich die Bevölkerung zusammen aus 23,7 Prozent Einwohnern unter 18 Jahren, 17,2 Prozent zwischen 18 und 24 Jahren, 26,8 Prozent zwischen 25 und 44 Jahren, 21,3 Prozent zwischen 45 und 64 Jahren und 11,0 Prozent waren 65 Jahre alt oder darüber. Das Durchschnittsalter betrug 33 Jahre. Auf 100 weibliche Personen kamen 93,8 männliche Personen. Auf 100 Frauen im Alter von 18 Jahren oder darüber kamen statistisch 91,1 Männer.
Das jährliche Durchschnittseinkommen eines Haushalts betrug 44.442 USD, das Durchschnittseinkommen der Familien betrug 56.468 USD. Männer hatten ein Durchschnittseinkommen von 40.419 USD, Frauen 26.640 USD. Das Prokopfeinkommen betrug 21.284 USD. 4,7 Prozent der Familien und 9,6 Prozent der Bevölkerung lebten unterhalb der Armutsgrenze. Darunter waren 7,4 Prozent der Kinder und Jugendlichen unter 18 Jahren und 5,8 Prozent der Menschen ab 65 Jahren.

## Ortschaften

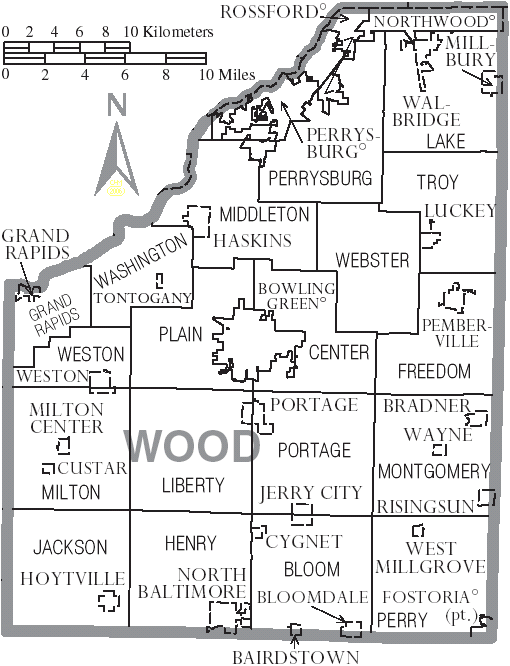
Verwaltungsgliederung des Wood Countys

### Citys
| - Bowling Green | - Fostoria | - Northwood | - Perrysburg | - Rossford |

### Villages
| - Bairdstown - Bloomdale - Bradner - Custar - Cygnet - Grand Rapids | - Haskins - Hoytville - Jerry City - Luckey - Millbury | - Milton Center - North Baltimore - Pemberville - Portage - Risingsun | - Tontogany - Walbridge - Wayne - West Millgrove - Weston |

### Townships
| - Bloom Township - Center Township - Freedom Township - Fort Meigs, aufgelöst, aufgegangen in der Stadt Perrysburg - Grand Rapids Township - Henry Township | - Jackson Township - Lake Township - Liberty Township - Middleton Township - Milton Township | - Montgomery Township - Perry Township - Perrysburg Township - Plain Township - Portage Township | - Ross, aufgelöst, aufgegangen in den Städten Northwood und Rossford - Troy Township - Washington Township - Webster Township - Weston Township |

### Unincorporated Communitys
| - Bates - Bays - Blake - Bloom Center - Christy - Cloverdale - Denver - Digby - Dowling | - Ducat - Dunbridge - Eagleville - Five Points - Galatea - Hammansburg - Hull Prairie - Latcha - Lemoyne | - Lime City - Mermill - Moline - Mungen - New Rochester - Otsego - Perry Center - Roachton - Rudolph | - Scotch Ridge - Six Points - Stanley - Stony Ridge - Sugar Ridge - Trombley - Wingston - Woodside |